# Sigesbeckia
Sigesbeckia là một chi thực vật có hoa trong họ Cúc (Asteraceae).

## Loài
Chi Sigesbeckia gồm các loài: